# Das romantische Opfer
Das romantische Opfer is een single dan wel ep of mini-muziekalbum van Tangerine Dream. Tangerine Dream bestaat nog maar uit één persoon: Froese. Het album is een muzikale vertaling van het gedicht van Heinrich Heine over de omgekomen schippers, die stranden door de mythische zangeressen bij de rots Loreley. Het album is opgenomen naar aanleiding van een optreden dat Tangerine Dream daar gaf op 18 juli 2008. Het album komt uit in beperkte oplage.

## Musici
- Edgar Froese – toetsen en gitaar

## Muziek
| Nr. | Titel                 | Duur |
| --- | --------------------- | ---- |
| 1.  | Das romantische Opfer |      |

CD1: Das romantische Opfer ·
CD2: Fallen Angels ·
CD3: Choice ·
CD4: Flame ·
CD5: A Cage in Search of a Bird ·
CD6: Zeitgeist EP ·
CD7: The Gate of Saturn ·
CD8: Mona da Vinci ·
CD9: Machu Picchu ·
CD10: Josephine the mouse singer ·
CD11: Mala Kunia ·
CD12: Quantum key